# Jan Barniak
Jan Barniak, ps. „Wrzos” (ur. 6 czerwca 1911 we Wzdowie, zm. 6 maja 1944 w Kopytowej) – żołnierz Narodowej Organizacji Wojskowej – Armii Krajowej, oddziału partyzanckiego OP-11.

## Życiorys

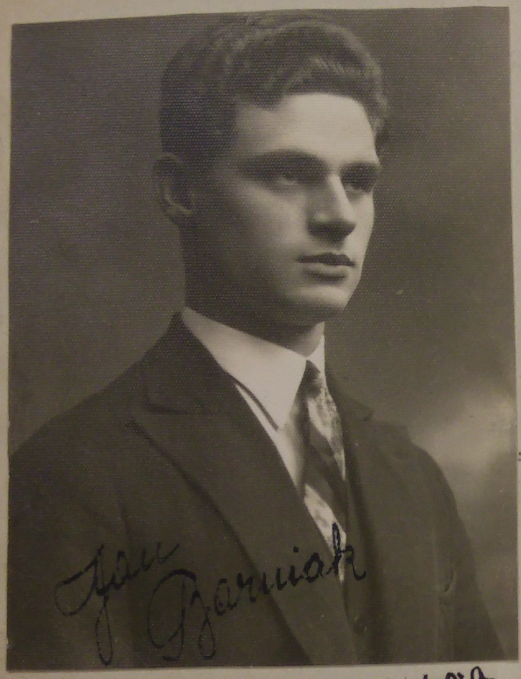
Zdjęcie z dyplomu (1931)

Jan Barniak urodził się 6 czerwca 1911 we Wzdowie jako trzecie dziecko Ludwika i Teofili z domu Zygar – średnio zamożnych mieszkańców Wzdowa. Podczas I wojny światowej ojciec został powołany do Armii Austro – Węgier, gdzie walczył w szeregach 10 pułku piechoty. Podczas jednej z bitew dostał się do rosyjskiej niewoli. W tym czasie w pożarze powstałym od pioruna spłonął dom rodziny. Teofila Barniak  pod nieobecność męża wzniosła, jeden z niewielu w miejscowości, murowany budynek mieszkalny. W czasie jego budowy rodzina zamieszkiwała zaimprowizowane pomieszczenie w budynku gospodarczym. Ojciec powrócił z niewoli początkiem lat dwudziestych. Jan pobierał nauki w szkole powszechnej we Wzdowie. Następnie ukończył Państwowe Gimnazjum w Brzozowie (klasy I-VI w latach 1922/23-1927/28) po czym uczęszczał do Państwowego Gimnazjum im. Królowej Zofii w Sanoku (klasy VI-VIII w latach 1928/29-1930/31; w jego klasie byli m.in. Adam Fastnacht, Mieczysław Pudełko), gdzie 19 maja 1931 zdał egzamin dojrzałości typu humanistycznego.

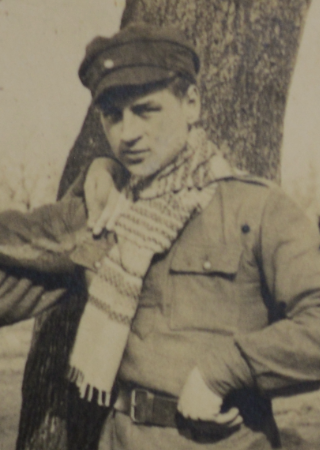
Jan Barniak w wojsku

Według rejestru mieszkańców – Jan pracował na gospodarstwie ojca. Był członkiem Związku Strzeleckiego w Brzozowie. Od 1932 do 1933 odbył powszechną służbę wojskową w oddziale artylerii, uzyskując stopień kanoniera. Posiadał przydział mobilizacyjny w Sanoku.

## II wojna światowa
Został aresztowany przez Niemców i 27 marca 1940 osadzony w więzieniu w Sanoku, skąd został zwolniony 24 kwietnia 1940.

### Działalność konspiracyjna

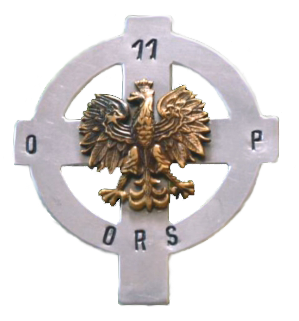
Replika odznaki OP-11

Według informacji zawartych w archiwum oddziału partyzanckiego OP-11 Jan Barniak przystąpił do konspiracji w 1941. Był członkiem grupy dywersyjnej Józefa Czuchry, następnie OP-11 powołanym przez Inspektorat Armii Krajowej – Jasło. Został adiutantem dowódcy oddziału, Józefa Czuchry ps. „Orski”. Na mocy rozkazu numer 21, została mu nadana indywidualna odznaka oddziału z numerem III. Brał udział w większości akcji OP-11 przeciwko niemieckiemu okupantowi, a także podporządkowanej mu policji ukraińskiej oraz pozyskiwaniu broni na sprzymierzonym z Niemcami wojsku słowackim. Wraz z oddziałem zwalczał również pospolitych przestępców oraz sowieckie grupy dywersyjne na terenie obecnego Podkarpacia (godzące niekiedy swym działaniem bardziej w Polskie Podziemie oraz ludność cywilną niż w niemieckiego najeźdźcę). Był członkiem Narodowej Organizacji Wojskowej. W OP-11 dowodził także swoim zespołem operacyjnym (co znajduje potwierdzenie w raportach „Orskiego”, skierowanych do dowództwa Inspektoratu Jasło – kryptonim „Joachim” – akcja w Równem).

### Akcje
Akcje, w których (między innymi) Jan Barniak brał udział:
- Wykradzenie elementów umundurowania z magazynów Wermachtu w Krośnie. „Wrzos” (Jan Barniak wraz z J. Koperstyńskim "Jarząbkiem") wykradł dużą ilość butów wojskowych, które następnie pani Maria Grotowska "Amazonka" (z Jaćmierza) przewiozła do miejsca postoju oddziału OP-11 własnym zaprzęgiem[10].
- Atak na posterunek ukraińskiej policji oraz kopalnię ropy naftowej w Równem (okolice Dukli) 17 sierpnia 1943. W wyniku szturmu budynku zabito ukraińskiego komendanta placówki. Oddział nie poniósł strat. Zdobyto broń i wyposażenie wojskowe. Nie powiodło się natomiast przejęcie kasy kopalni[11].
- Zasadzka na konwój niemiecki pod Dziurdziem (góra w okolicy Tylawy 586 m n.p.m.- Beskid Dukielski, obecna jej nazwa to Dziurcz), początek grudnia 1943. Oddział OP-11 dokonał przejęcia ładunku ciężarówek, którymi dowożono z Dukli zaopatrzenie dla niemieckiego posterunku granicznego w Barwinku. Pozycją wyjściową partyzantów była Pustelnia Jana z Dukli. Pojazdy zostały zatrzymane  ich załogi rozbrojone. Strat w ludziach nie stwierdzono po żadnej ze stron. Po wykonaniu zadania partyzanci wykonali pieszy odskok do miejscowości Wietrzno. Obława niemiecka, mająca na celu pochwycenie sprawców, trafiła w próżnię[12].
- Taśma – Łańcuch – atak na posterunek graniczny w Certiżnem – Słowacja, 20 grudzień 1943. Akcja była częścią większej operacji, pozyskania broni z posterunków straży granicznej (wzdłuż granicy ze Słowacją) wykonanej na rozkaz Okręgu Armii Krajowej w Krakowie. Była to jedna z najbardziej spektakularnych akcji Armii Krajowej. OP-11 po 40 kilometrowym forsownym marszu, w trwającej zamieci śnieżnej i brodząc w głębokim śniegu (powyżej kolan), z miejsca postoju w Łękach Dukielskich przejął wrogą placówkę bez jednego wystrzału. Atak rozpoczął „Orski” wraz z „Wrzosem” (Janem Barniakiem) terroryzując strażnika i zmuszając go do wprowadzenia części oddziału do wnętrza placówki. W trakcie przeszukiwania pomieszczeń doszło do konfrontacji pozostawionej na zewnątrz warty a słowackim pogranicznikiem, który powracał akurat z urlopu. Ze względu na bliskość niemieckiej placówki granicznej (która mogła zostać zaalarmowana) oraz słabe uzbrojenie (jedynie w broń krótką – brak możliwości walki na długim dystansie), oddział musiał pośpiesznie się wycofać (także w ciężkich warunkach pogodowych) zabierając ze sobą bogatą zdobycz. Jan Barniak, za udział w tej akcji, został wyróżniony w raporcie do dowództwa przez Józefa Czuchrę[13].
- Rozbrojenie funkcjonariuszy niemieckiej straży granicznej w Krośnie. W akcji brali udział – jako bezpośredni wykonawcy Stanisław Franciszek Czekaj "Zwierz", Romuald Holeczek "Olejek"; jako ubezpieczenie: Józef Czuchra "Orski" i Jan Barniak "Wrzos"[14].
- Potyczka w Bartnem (przysiółek Łęk Strzyżowskich), 17 marca 1944. Była to pierwsza stoczona przez OP-11 otwarta walka z oddziałem niemieckim. Miała miejsce w trakcie przemarszu OP-11 z rejonu Frysztaka (gdzie przebywał na wypoczynku) do Łęk Dukielskich. Oddział (w niepełnym składzie) zatrzymał się na kwaterach w Bartnem. W wyniku donosu konfidenta, Niemcy przeprowadzili obławę. Zaskoczeni partyzanci rozpoczęli odwrót w kierunku lasu prowadząc przez cały czas ogień. Niemcy nie podjęli dalszego pościgu i OP-11 przeszedł nie niepokojony do zamku w Odrzykoniu, a następnie, po dłuższym odpoczynku, do Łęk Dukielskich[15].

Jan Barniak uczestniczył w konspiracyjnym kursie podchorążych mającym miejsce w Łękach Dukielskich w pierwszym półroczu roku 1944. Na krótko przed śmiercią przebywał w domu rodzinnym na zwolnieniu chorobowym.

### Śmierć
Miała miejsce dnia 6 maja 1944 w miejscowości Kopytowa (Gmina Chorkówka, Powiat Krośnieński). Po akcji prewencyjnej przeciwko grupom przestępczym (5 maja 1944) złożonym z byłych żołnierzy sowieckich – uciekinierów z obozu w Szebniach, Jan Barniak wraz z Kazimierzem Czuchrą ps. „Ziuk” pozostali na kwaterze w miejscowości Kopytowa. W tym czasie Józef Czuchra – pseudonim "Orski" przeszedł wraz z większością oddziału OP-11 do Łęk Dukielskich. Partyzanci nie byli świadomi faktu, iż tego samego dnia oddział Batalionów Chłopskich przeprowadził w miejscowości Chorkówka akcję, która spowodowała obławę niemiecką obejmującą okoliczne wioski. Dnia 06.05.1944 „Wrzos” i „Ziuk” wyruszyli z Kopytowej w kierunku Łęk Dukielskich. Zostali zaskoczeni przez patrol niemiecki – nastąpiła wymiana ognia. W trakcie jej trwania, w rejon ostrzału weszło dziecko. Według jednych źródeł partyzanci rzucili się aby je ratować, a Jan Barniak padł zasłaniając je własnym ciałem; „Ziuk” zginął kontynuując walkę (Łukasz Grzywacz – Świtalski "Z walk na Podkarpaciu"). Inne źródła podają, iż „Ziuk” zginął podejmując walkę w otwartej przestrzeni natomiast „Wrzos” odprowadził dziecko w bezpieczne miejsce, po czym drogę odwrotu zamknął mu inny niemiecki oddział. W obliczu beznadziejności sytuacji (mógł być ranny – jak podaje Stanisław Kawski), aby uniknąć niewoli –  wybrał śmierć samobójczą (Stanisław Franciszek Czekaj "Pomiędzy złem a złem" – pod redakcją Czesława Nowaka).
W wyniku wymiany ognia zginął niemiecki żołnierz (Grzywacz-Świtalski podaje czterech poległych żołnierzy wroga). Zwłoki obu partyzantów zostały przewiezione do miejscowości Bóbrka i tam pochowane. Niemcy, w odwecie, aresztowali kilkunastu pochwyconych w okolicy chłopów i zamierzali ich rozstrzelać. Zapobiegł temu sołtys  Kopytowej – Władysław Malinowski, weteran (po stronie Państw Centralnych) Pierwszej Wojny Światowej, posiadacz Żelaznego Krzyża, który cieszył się szacunkiem Niemców (był członkiem polskiego ruchu oporu – o czym oczywiście zaborcy nie wiedzieli, nosił pseudonim "Dziadek Kot").
Według dokumentu wymieniającego zasługi żołnierzy OP-11, „Wrzos” i „Ziuk” swoją postawą przyczynili się do bezpiecznego wycofania oddziału z rejonu zagrożenia.

## Epilog

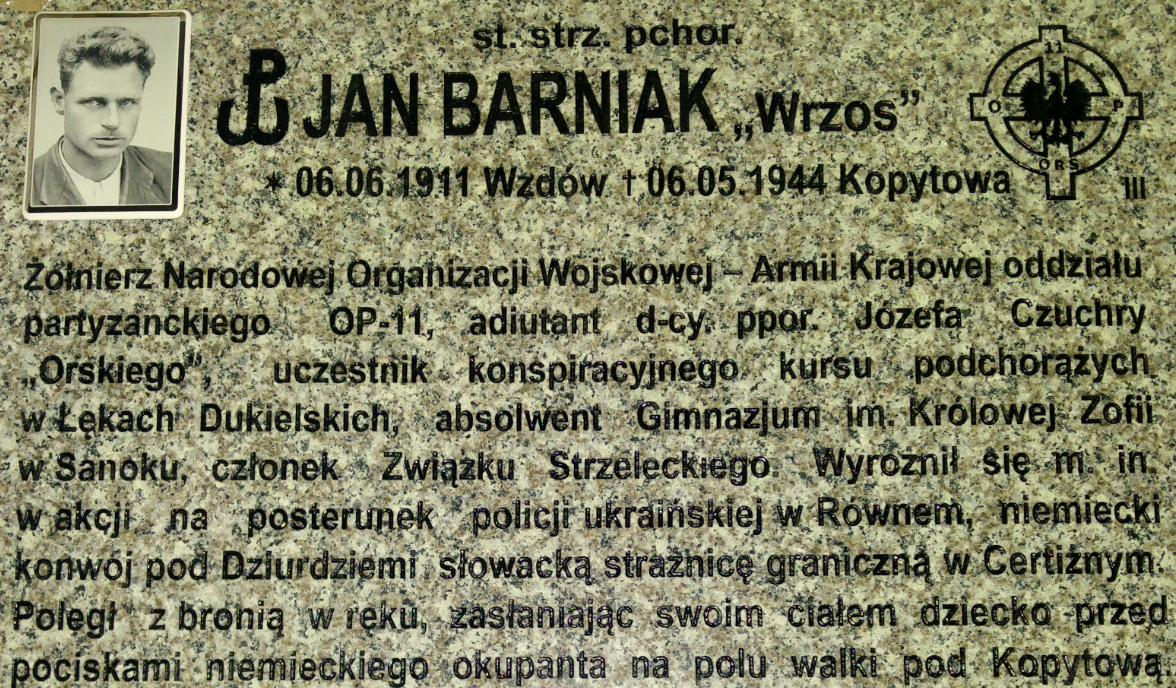
Tablica nagrobna

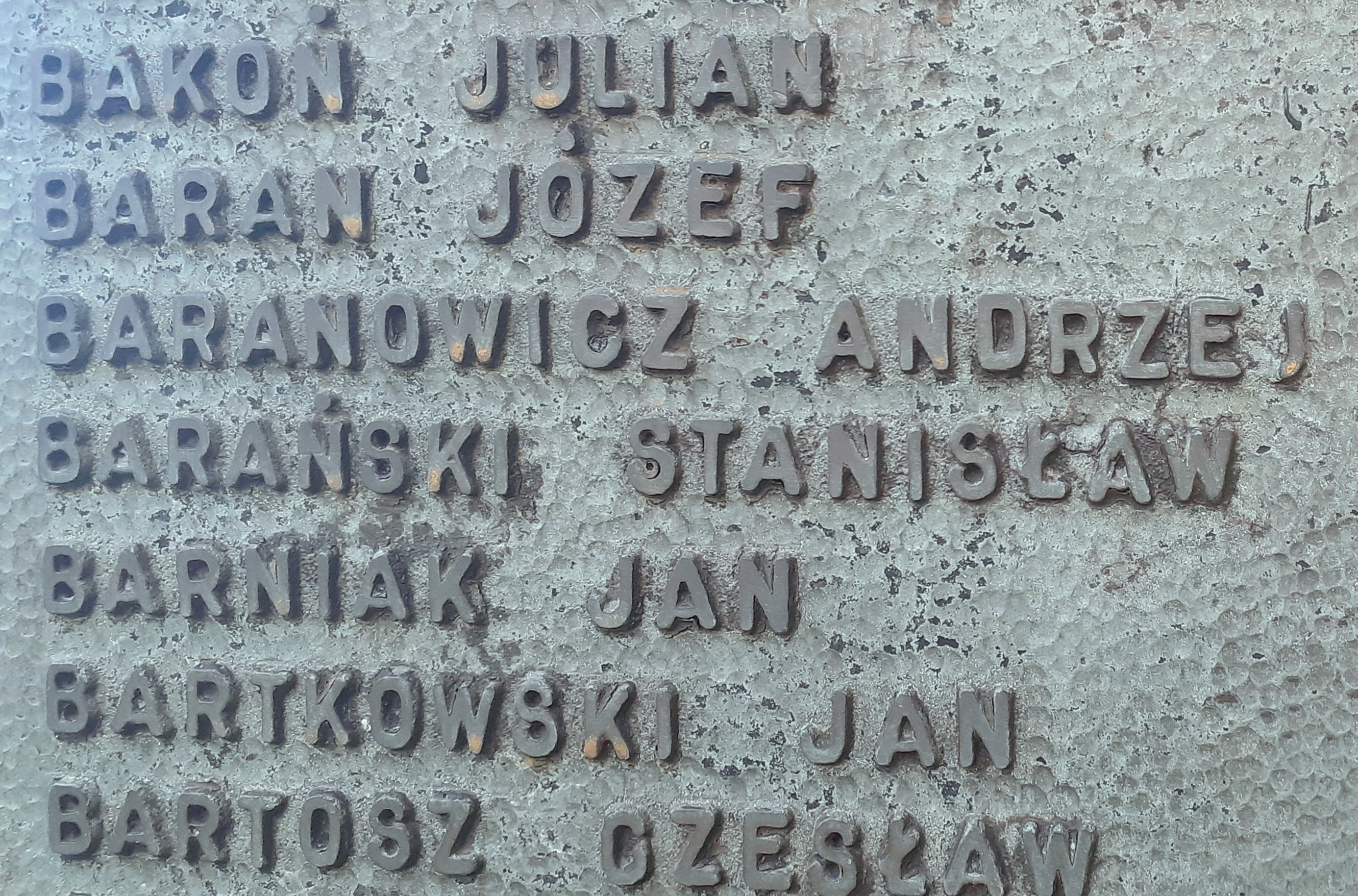
Upamiętnienie na Mauzoleum w Sanoku

Po wojnie, w roku 1945 ekshumowano  ciała obu poległych. „Wrzos” spoczął w rodzinnej mogile na cmentarzu w Jasionowie. Pamięć o Narodowej Organizacji Wojskowej oraz jej żołnierzach nie była szeroko kultywowana ze względu na następstwa politycznego podziału świata jaki miał miejsce po zakończeniu wojny. Nie oznacza to, że mieszkańcy ziemi podkarpackiej zapomnieli o swoich obrońcach. Dobitnie o tym fakcie świadczy artykuł pana Stanisława Kawskiego ps. "Skrzypek" – kolegi Jana Barniaka ze szkolnej ławy – będącego sprostowaniem nieprawdziwych informacji na temat poległych w Kopytowej partyzantów, zawartych w publikacji "Krosno – studio z dziejów miasta i regionu". Kawski dokonuje sprostowania załączając relację żołnierzy OP-11 na temat tego tragicznego zdarzenia. Zamieszcza także osobistą ocenę „Wrzosa”:
Śmierć Janka Barniaka "Wrzosa" była naprawdę śmiercią bohatera, bo przecież mógł nie patrząc się na dziecko ratować siebie
Dziecko uratował, ale sam zginął. Jakże ten czyn odpowiada jego psychicznej sylwetce. Rosły, wysportowany, z jasną czupryną lekko spadająca na oko, zawsze uśmiechnięty, pogodny; był lubiany przez wszystkich. Jako żołnierz AK OP-11 oddziału Orskiego – brał udział we wszystkich akcjach, wykazując się rozsądkiem i odwagą (zasadzka pod Dziurdzią, akcja na kopalnię w Równem).
Był moim kolegą szkolnym z jednej klasy i stąd uważam, że spełniam swoją powinność pisząc to sprostowanie"
Jan Barniak został upamiętniony wśród innych osób wymienionych na jednej z tablic Mauzoleum Ofiar II Wojny Światowej na obecnym Cmentarzu Centralnym w Sanoku.